# Cephalaeschna chaoi
Cephalaeschna chaoi – gatunek ważki z rodziny żagnicowatych (Aeshnidae). Występuje w Chinach; stwierdzono go w prowincji Fujian w południowo-wschodniej części kraju.